# Stony Plain
Stony Plain es un pueblo canadiense situado en la provincia de Alberta.

## Superficie
Stony Plain tiene una superficie de 35,45 km².

## Demografía
En 2021, tenía 17 993 habitantes, una densidad poblacional de 507,6 hab./km², y 7475 viviendas.